# 永乐镇 (镇巴县)
永乐镇，是中华人民共和国陕西省汉中市镇巴县下辖的一个乡镇级行政单位。

## 行政区划
永乐镇下辖以下地区：
核桃树村、大竹村、新时村、红花村、光辉村和白阳村。